# Instant Karma! (We All Shine On)
Instant Karma! (ook getiteld Instant Karma! (We All Shine On) is een nummer van de Engelse zanger, muzikant en ex-Beatle John Lennon, uitgebracht als single op Apple Records in februari 1970. De single werd uitgebracht als gemaakt door "Lennon / Ono with the Plastic Ono Band", behalve in de Verenigde Staten, waar "John Ono Lennon" als maker werd vermeld. Het nummer bereikte de top vijf in de Britse en Amerikaanse singles charts, en streed in de VS met de hit van de Beatles Let It Be, waar het de eerste solosingle van een lid van de band werd die een miljoen exemplaren verkocht.
Het nummer werd bedacht, geschreven, opgenomen en uitgebracht binnen een periode van tien dagen, waardoor het een van de snelst uitgebrachte nummers in de popmuziekgeschiedenis is. De opname werd geproduceerd door Phil Spector en markeerde een comeback voor deze Amerikaanse producer, waardoor hij de rol van producer kreeg op het Let It Be-album van de Beatles. Het werd opgenomen in de Abbey Road Studios en maakt gebruik van Spector's kenmerkende Wall of Sound-techniek. Aan het nummer werd meegewerkt door George Harrison, Klaus Voormann, Alan White en Billy Preston. De B-kant was het nummer Who Has Seen the Wind?, een nummer gecomponeerd en uitgevoerd door zijn tweede echtgenote Yoko Ono.

## Hitnoteringen

### Nederlandse Top 40
| Hitnotering (week 1 t/m 7): 07-03-1970 t/m 18-04-1970 Hitnotering (week 8 t/m 14): 11-07-1992 t/m 22-08-1992 | Hitnotering (week 1 t/m 7): 07-03-1970 t/m 18-04-1970 Hitnotering (week 8 t/m 14): 11-07-1992 t/m 22-08-1992 | Hitnotering (week 1 t/m 7): 07-03-1970 t/m 18-04-1970 Hitnotering (week 8 t/m 14): 11-07-1992 t/m 22-08-1992 | Hitnotering (week 1 t/m 7): 07-03-1970 t/m 18-04-1970 Hitnotering (week 8 t/m 14): 11-07-1992 t/m 22-08-1992 | Hitnotering (week 1 t/m 7): 07-03-1970 t/m 18-04-1970 Hitnotering (week 8 t/m 14): 11-07-1992 t/m 22-08-1992 | Hitnotering (week 1 t/m 7): 07-03-1970 t/m 18-04-1970 Hitnotering (week 8 t/m 14): 11-07-1992 t/m 22-08-1992 | Hitnotering (week 1 t/m 7): 07-03-1970 t/m 18-04-1970 Hitnotering (week 8 t/m 14): 11-07-1992 t/m 22-08-1992 | Hitnotering (week 1 t/m 7): 07-03-1970 t/m 18-04-1970 Hitnotering (week 8 t/m 14): 11-07-1992 t/m 22-08-1992 | Hitnotering (week 1 t/m 7): 07-03-1970 t/m 18-04-1970 Hitnotering (week 8 t/m 14): 11-07-1992 t/m 22-08-1992 | Hitnotering (week 1 t/m 7): 07-03-1970 t/m 18-04-1970 Hitnotering (week 8 t/m 14): 11-07-1992 t/m 22-08-1992 | Hitnotering (week 1 t/m 7): 07-03-1970 t/m 18-04-1970 Hitnotering (week 8 t/m 14): 11-07-1992 t/m 22-08-1992 | Hitnotering (week 1 t/m 7): 07-03-1970 t/m 18-04-1970 Hitnotering (week 8 t/m 14): 11-07-1992 t/m 22-08-1992 | Hitnotering (week 1 t/m 7): 07-03-1970 t/m 18-04-1970 Hitnotering (week 8 t/m 14): 11-07-1992 t/m 22-08-1992 | Hitnotering (week 1 t/m 7): 07-03-1970 t/m 18-04-1970 Hitnotering (week 8 t/m 14): 11-07-1992 t/m 22-08-1992 | Hitnotering (week 1 t/m 7): 07-03-1970 t/m 18-04-1970 Hitnotering (week 8 t/m 14): 11-07-1992 t/m 22-08-1992 | Hitnotering (week 1 t/m 7): 07-03-1970 t/m 18-04-1970 Hitnotering (week 8 t/m 14): 11-07-1992 t/m 22-08-1992 | Hitnotering (week 1 t/m 7): 07-03-1970 t/m 18-04-1970 Hitnotering (week 8 t/m 14): 11-07-1992 t/m 22-08-1992 |
| Week: | 1 | 2 | 3 | 4 | 5 | 6 | 7 | | 8 | 9 | 10 | 11 | 12 | 13 | 14 | |
| --- | --- | --- | --- | --- | --- | --- | --- | --- | --- | --- | --- | --- | --- | --- | --- | --- |
| Positie: | 23 | 13 | 9 | 9 | 10 | 18 | 26 | uit | 28 | 21 | 15 | 12 | 12 | 15 | 23 | uit |

### Hilversum 3 Top 30/Nationale Top 100
| Hitnotering (week 1 t/m 7): 07-03-1970 t/m 18-04-1970 Hitnotering (week 8 t/m 19): 04-07-1992 t/m 19-09-1992 | Hitnotering (week 1 t/m 7): 07-03-1970 t/m 18-04-1970 Hitnotering (week 8 t/m 19): 04-07-1992 t/m 19-09-1992 | Hitnotering (week 1 t/m 7): 07-03-1970 t/m 18-04-1970 Hitnotering (week 8 t/m 19): 04-07-1992 t/m 19-09-1992 | Hitnotering (week 1 t/m 7): 07-03-1970 t/m 18-04-1970 Hitnotering (week 8 t/m 19): 04-07-1992 t/m 19-09-1992 | Hitnotering (week 1 t/m 7): 07-03-1970 t/m 18-04-1970 Hitnotering (week 8 t/m 19): 04-07-1992 t/m 19-09-1992 | Hitnotering (week 1 t/m 7): 07-03-1970 t/m 18-04-1970 Hitnotering (week 8 t/m 19): 04-07-1992 t/m 19-09-1992 | Hitnotering (week 1 t/m 7): 07-03-1970 t/m 18-04-1970 Hitnotering (week 8 t/m 19): 04-07-1992 t/m 19-09-1992 | Hitnotering (week 1 t/m 7): 07-03-1970 t/m 18-04-1970 Hitnotering (week 8 t/m 19): 04-07-1992 t/m 19-09-1992 | Hitnotering (week 1 t/m 7): 07-03-1970 t/m 18-04-1970 Hitnotering (week 8 t/m 19): 04-07-1992 t/m 19-09-1992 | Hitnotering (week 1 t/m 7): 07-03-1970 t/m 18-04-1970 Hitnotering (week 8 t/m 19): 04-07-1992 t/m 19-09-1992 | Hitnotering (week 1 t/m 7): 07-03-1970 t/m 18-04-1970 Hitnotering (week 8 t/m 19): 04-07-1992 t/m 19-09-1992 | Hitnotering (week 1 t/m 7): 07-03-1970 t/m 18-04-1970 Hitnotering (week 8 t/m 19): 04-07-1992 t/m 19-09-1992 | Hitnotering (week 1 t/m 7): 07-03-1970 t/m 18-04-1970 Hitnotering (week 8 t/m 19): 04-07-1992 t/m 19-09-1992 | Hitnotering (week 1 t/m 7): 07-03-1970 t/m 18-04-1970 Hitnotering (week 8 t/m 19): 04-07-1992 t/m 19-09-1992 | Hitnotering (week 1 t/m 7): 07-03-1970 t/m 18-04-1970 Hitnotering (week 8 t/m 19): 04-07-1992 t/m 19-09-1992 | Hitnotering (week 1 t/m 7): 07-03-1970 t/m 18-04-1970 Hitnotering (week 8 t/m 19): 04-07-1992 t/m 19-09-1992 | Hitnotering (week 1 t/m 7): 07-03-1970 t/m 18-04-1970 Hitnotering (week 8 t/m 19): 04-07-1992 t/m 19-09-1992 | Hitnotering (week 1 t/m 7): 07-03-1970 t/m 18-04-1970 Hitnotering (week 8 t/m 19): 04-07-1992 t/m 19-09-1992 | Hitnotering (week 1 t/m 7): 07-03-1970 t/m 18-04-1970 Hitnotering (week 8 t/m 19): 04-07-1992 t/m 19-09-1992 | Hitnotering (week 1 t/m 7): 07-03-1970 t/m 18-04-1970 Hitnotering (week 8 t/m 19): 04-07-1992 t/m 19-09-1992 | Hitnotering (week 1 t/m 7): 07-03-1970 t/m 18-04-1970 Hitnotering (week 8 t/m 19): 04-07-1992 t/m 19-09-1992 | Hitnotering (week 1 t/m 7): 07-03-1970 t/m 18-04-1970 Hitnotering (week 8 t/m 19): 04-07-1992 t/m 19-09-1992 |
| Week: | 1 | 2 | 3 | 4 | 5 | 6 | 7 | | 8 | 9 | 10 | 11 | 12 | 13 | 14 | 15 | 16 | 17 | 18 | 19 | |
| --- | --- | --- | --- | --- | --- | --- | --- | --- | --- | --- | --- | --- | --- | --- | --- | --- | --- | --- | --- | --- | --- |
| Positie: | 26 | 11 | 7 | 10 | 10 | 14 | 25 | uit | 82 | 48 | 27 | 20 | 16 | 10 | 11 | 16 | 29 | 42 | 64 | 92 | uit |

### VlaamseUltratop 50
| Hitnotering (week 1 t/m 7): 04-04-1970 t/m 16-05-1970 Hitnotering (week 8 t/m 16): 25-07-1992 t/m 19-09-1992 | Hitnotering (week 1 t/m 7): 04-04-1970 t/m 16-05-1970 Hitnotering (week 8 t/m 16): 25-07-1992 t/m 19-09-1992 | Hitnotering (week 1 t/m 7): 04-04-1970 t/m 16-05-1970 Hitnotering (week 8 t/m 16): 25-07-1992 t/m 19-09-1992 | Hitnotering (week 1 t/m 7): 04-04-1970 t/m 16-05-1970 Hitnotering (week 8 t/m 16): 25-07-1992 t/m 19-09-1992 | Hitnotering (week 1 t/m 7): 04-04-1970 t/m 16-05-1970 Hitnotering (week 8 t/m 16): 25-07-1992 t/m 19-09-1992 | Hitnotering (week 1 t/m 7): 04-04-1970 t/m 16-05-1970 Hitnotering (week 8 t/m 16): 25-07-1992 t/m 19-09-1992 | Hitnotering (week 1 t/m 7): 04-04-1970 t/m 16-05-1970 Hitnotering (week 8 t/m 16): 25-07-1992 t/m 19-09-1992 | Hitnotering (week 1 t/m 7): 04-04-1970 t/m 16-05-1970 Hitnotering (week 8 t/m 16): 25-07-1992 t/m 19-09-1992 | Hitnotering (week 1 t/m 7): 04-04-1970 t/m 16-05-1970 Hitnotering (week 8 t/m 16): 25-07-1992 t/m 19-09-1992 | Hitnotering (week 1 t/m 7): 04-04-1970 t/m 16-05-1970 Hitnotering (week 8 t/m 16): 25-07-1992 t/m 19-09-1992 | Hitnotering (week 1 t/m 7): 04-04-1970 t/m 16-05-1970 Hitnotering (week 8 t/m 16): 25-07-1992 t/m 19-09-1992 | Hitnotering (week 1 t/m 7): 04-04-1970 t/m 16-05-1970 Hitnotering (week 8 t/m 16): 25-07-1992 t/m 19-09-1992 | Hitnotering (week 1 t/m 7): 04-04-1970 t/m 16-05-1970 Hitnotering (week 8 t/m 16): 25-07-1992 t/m 19-09-1992 | Hitnotering (week 1 t/m 7): 04-04-1970 t/m 16-05-1970 Hitnotering (week 8 t/m 16): 25-07-1992 t/m 19-09-1992 | Hitnotering (week 1 t/m 7): 04-04-1970 t/m 16-05-1970 Hitnotering (week 8 t/m 16): 25-07-1992 t/m 19-09-1992 | Hitnotering (week 1 t/m 7): 04-04-1970 t/m 16-05-1970 Hitnotering (week 8 t/m 16): 25-07-1992 t/m 19-09-1992 | Hitnotering (week 1 t/m 7): 04-04-1970 t/m 16-05-1970 Hitnotering (week 8 t/m 16): 25-07-1992 t/m 19-09-1992 | Hitnotering (week 1 t/m 7): 04-04-1970 t/m 16-05-1970 Hitnotering (week 8 t/m 16): 25-07-1992 t/m 19-09-1992 | Hitnotering (week 1 t/m 7): 04-04-1970 t/m 16-05-1970 Hitnotering (week 8 t/m 16): 25-07-1992 t/m 19-09-1992 |
| Week: | 1 | 2 | 3 | 4 | 5 | 6 | 7 | | 8 | 9 | 10 | 11 | 12 | 13 | 14 | 15 | 16 | |
| --- | --- | --- | --- | --- | --- | --- | --- | --- | --- | --- | --- | --- | --- | --- | --- | --- | --- | --- |
| Positie: | 10 | 4 | 4 | 5 | 7 | 10 | 16 | uit | 44 | 47 | 48 | 48 | 45 | 29 | 30 | 30 | 39 | uit |

### NPO Radio 2 Top 2000
| Nummer met noteringen in de NPO Radio 2 Top 2000 | '00  | '01  | '02 | '03  | '04  |
| ------------------------------------------------ | ---- | ---- | --- | ---- | ---- |
| Instant Karma!                                   | 1383 | 1626 | -   | 1738 | 1678 |

1. ↑  Een '-' betekent dat het nummer niet was genoteerd en een vetgedrukt getal geeft de hoogste notering aan.
2. ↑  2000 was het eerste jaar met een notering voor dit nummer.
3. ↑  Deze tabel is bijgewerkt tot en met de laatste editie (2024).